# بيئة الاقتصاد في مصر
في أواخر السبعينات، بدأ الرئيس أنور السادات سياسات الليبرالية الجديدة في مصر. في أعقاب اغتيال السادات، في عام 1981، وصل الرئيس حسني مبارك إلى السلطة واستمر في تحرير اقتصاد مصر.

## تأثير السياسات الليبرالية الجديدة
في عام 1991، بدأت هذه الإصلاحات الليبرالية الجديدة من خلال برنامج الإصلاح الاقتصادي والتكيف الهيكلي (ERSAP)، وهو اتفاق للتكيف الهيكلي تم توقيعه بين مبارك وصندوق النقد الدولي والبنك الدولي. في إطار هذا البرنامج، تهدف السياسات الاقتصادية الجديدة في مصر إلى تحرير الاقتصاد من التنظيم الحكومي والسماح للأفراد والشركات بتنظيم الاقتصاد على أساس مصالحهم الذاتية والسوق الحرة.

### الخصخصة
نتيجة محدودية دور الحكومة العديد من شركات القطاع العام تم خصخصتها. بحلول عام 2005 باعت الحكومة 209 من أصل 314 شركة من شركات القطاع العام إلى القطاع الخاص بدعم مالي من الوكالة الأمريكية للتنمية الدولية. هذا الخصخصة زيادة البطالة وانخفاض الأجور و المزايا بين العاملين في هذه الشركات العامة. العديد من هؤلاء المصريين الذين فقدوا وظائفهم لجأت إلى العمل غير الرسمي مثل الباعة المتجولين أو السائقين في القاهرة.

## التأثير على الزراعة
الإصلاحات الليبرالية الجديدة أثرت أيضا على القطاع الزراعي في مصر. قبل تطبيق الليبرالية الجديدة، كانت الحكومة تحمي صغار المزارعين من فقدان أراضيهم من خلال منح هؤلاء المزارعين وعائلاتهم حقوق ملكية معينة لأراضيهم. في حالة الإخلاء، كان للمزارعين الحق في الحصول على تعويض عن نصف قيمة الأرض. في عام 1992، أنشأ مجلس الشعب المصري قانون إيجار جديد للمزارعين يسمى القانون 96، والذي كان مدعومًا ماليًا من قبل البنك الدولي وصندوق النقد الدولي والوكالة الأمريكية للتنمية الدولية. قام القانون 96 بتحرير الإيجار الزراعي من خلال تسعير المنتجات الزراعية على أساس السوق بدلاً من الاتفاقات الثابتة بين ملاك الأراضي والمزارعين العاملين في الأرض. زاد القانون 96 من أسعار إيجارات الأراضي ثلاثة أضعاف وسمح لملاك الأراضي بطرد المزارعين بعد فترة انتقالية مدتها خمس سنوات.
ونتيجة لذلك، اختفت الإعانات الحكومية التي دعمت المزارعين وفُرضت ضرائب مرتفعة على الأغذية الأساسية التي ينتجها المزارعون المحليون. كان على المزارعين التنافس مع صناعة أجنبية متنامية من الشركات الزراعية في مصر، ومعظمهم فقدوا سبل عيشهم. تحولت الزراعة المصرية نحو الإنتاج الموجه للتصدير، حيث قام رواد الأعمال بشراء الأراضي الصالحة للزراعة من الحكومة المصرية بتكاليف منخفضة. استفادت هذه الزراعة القائمة على التصدير من الأثرياء في مصر والشركات الأجنبية، في حين شردت المزارعين وجعلت من الصعب على الفقراء شراء المواد الغذائية بسبب ارتفاع أسعار المواد الغذائية في السوق. صور فيلم وثائقي قصير بعنوان "Pity The Nation"، في عام 2008، تأثير السياسات الليبرالية الجديدة على المزارعين في المحلة الكبرى.
يعتمد القطاع الزراعي في مصر على مصادر الطاقة الحديثة، مثل الغاز الطبيعي المسال والبتروكيماويات والوقود النفطي. زادت احتياطيات الغاز الطبيعي في مصر من 36 إلى 37 تريليون قدم مكعب، أي ما يقرب من ضعف إنتاجها منذ عام 2003. يدعم الغاز الطبيعي تطوير العديد من مصانع البتروكيماويات والأسمدة بالإضافة إلى توفير الكهرباء في مصر. تستخدم صناعة البتروكيماويات الغاز الطبيعي كوقود لإنتاج الأمونيا واليوريا. في عام 2009، استهلكت صناعة البتروكيماويات حوالي 4.8 مليار متر مكعب.
من عام 1999 إلى عام 2010، استثمرت حوالي 176 شركة طاقة أجنبية في موارد الوقود الوفيرة في مصر. بدأت العديد من هذه الشركات الأجنبية، بما في ذلك بريتش بتروليوم وبريتيش غاز، في بناء مصانع للطاقة والأسمدة في مصر على طول ساحل البحر المتوسط في رأس البر والمحافظات المحيطة من أجل تصدير الوقود. على طول ساحل البحر الأبيض المتوسط، تنتج مصانع الطاقة والأسمدة 70٪ من الإنتاج الوطني. أثر بناء محطات الطاقة والأسمدة في مصر على الزراعة المحلية، على وجه الخصوص، من خلال تدمير الأراضي الصالحة للزراعة وإنتاج المحاصيل. نتيجة لذلك، يحتج العديد من المصريين على استخدام شركات الطاقة والأسمدة هذه، ولا سيما في رأس البر وإدكو والدبعة.

### شركات الأسمدة
انتزع الجيش المصري حقوق ملكية أراضي المزارعين المحليين من أجل بناء مصانع للطاقة والأسمدة. فقد المزارعون وعائلاتهم مصدر دخلهم الرئيسي وكثير منهم عاطلون عن العمل. اعتبارًا من يونيو 2013، تجاوزت معدلات البطالة في مصر 13٪. من خلال إعادة تخصيص الأراضي من المزارعين والجمهور نحو الشركات الأجنبية أو المملوكة للدولة، تعمل الحكومة على زيادة عدم المساواة الاقتصادية بين الأثرياء والفقراء.

#### مجمع أجريوم للأسمدة الزراعية في دمياط
تعتمد مدينة دمياط، وهي ميناء رئيسي على طول ساحل البحر المتوسط في مصر، على صناعة صيد الأسماك والسياحة في رأس البر والعقارات كمصدر رئيسي للدخل. في قطاع صيد الأسماك بدمياط الواقع في عزبة البرج محاطًا بالساحل الشرقي ببحيرة المنزلة، يكسب قرابة 10000 فرد حياتهم كصيادين محليين باستخدام معدات وقوارب رخيصة. تعد رأس البر، وهي منطقة ساحلية من الطبقة الوسطى بالقرب من ميناء دمياط، وجهة شهيرة لقضاء العطلات للسياح خلال فصل الصيف. تمتلك نخبة دمياط مساكن دائمة في رأس البر، مما يساهم في القطاع العقاري المحلي.
في عام 2006, اجريوم المصرية لمنتجات النيتروجين شركة (اجريوم مصر) الكندية القائمة على البتروكيماويات الشركة تعتزم بناء كبير مجمع الأسمدة في رأس البر لتصدير اليوريا و الأمونيا من خلال اجريوم المحطات البحرية. هذا المشروع كان من المتوقع أن تكلف حوالي 1.2 مليار دولار لإنتاج الطاقة القصوى البالغة 1.3 مليون طن من الأسمدة. بعد الدمايطة المستفادة من اجريوم بناء خطة خافوا أن أهم مصادر الدخل والصحة سوف تتأثر سلبا الماء والهواء من التلوث من الأسمدة مجمع البتروكيماويات. الرسمية بناء اجريوم المصنع في دمياط بدأت في عام 2008.
شكلت معارضة قوية من الدمايطة ضد اجريوم، والتي تضمنت ائتلاف انتقائي من المصريين في مختلف الطبقات الاجتماعية والوظائف. كان المحامون ورجال الأعمال وأعضاء البرلمان والمزارعون والأساتذة في الجامعات وأعضاء المنظمات التطوعية أو النقابات جزءًا من هذا التحالف.  اقترح بعض المراقبين أن مسؤولي دمياط المحليين في التحالف ضد اجريوم عارضوا المشروع بسبب الخلاف بين محافظ دمياط فتحي البرادعي والحكومة المركزية، وأن البرادعي بدأ الحملة ضد بناء مجمع الأسمدة هذا. استخدمت المعارضة مجموعة متنوعة من استراتيجيات الاحتجاج بما في ذلك الأعمال غير العنيفة مثل الإضرابات والاعتصامات والعرائض وحجب الطرق.
قد يعزى نجاح هذه الحملة إلى استحضار مشاعر الدمايطة عن طريق زيادة خوفهم من الآثار الصحية الخطيرة المحتملة للمصنع، والحصول على الدعم من مطوري السياحة في رأس البر، ورفض الحكومة المحلية للمشروع. بالإضافة إلى ذلك، طلب الدمايطة مساعدة الرئيس مبارك لمواصلة مكافحة بناء مجمع الأسمدة. بعد العديد من الاجتماعات حول هذه القضية بين الدولة والسكان المحليين، لم تبني اجريوم مصر مصنعها للبتروكيماويات، ولكن تم منح أسهم في شركة مصر لإنتاج الأسمدة (موبكو)، التي تمتلك مصنعًا للأسمدة في دمياط. في عام 2011، خططت موبكو لبناء مواقع جديدة للأسمدة في دمياط. على الرغم من أن الحكومة قررت تعليق بناء هذين المحطتين، إلا أن الدمايطة كانوا مترددين في تصديق تعليق الحكومة. سيتم بناء مصانع البتروكيماويات في دمياط رغم مطالبة المحتجين بنقل مصنع الأسمدة إلى مناطق صناعية أخرى.

### احتجاجات إدكو ضد شركة البترول البريطانية
تقع ولاية إدكو الواقعة شرق الإسكندرية في مصر بشكل أساسي في مجتمع الصيد والزراعة الذي يبلغ عدد سكانه 250 ألف مصري يعتمدون على بحيرة إدكو. ادكو لها تاريخ سلبي مع شركات البتروكيماويات والغاز الطبيعي لأن الشركات تهمل القضايا البيئية التي قد تؤثر على السكان المحليين. في عام 2006، اكتشف جهاز شؤون البيئة المصرية (EEAA) أن الشركات، راشبيتكو و البرلس، وهي شركة مشتركة بين بي جي، والهيئة المصرية العامة للبترول، و بيرهاد الوطنية للبترول الماليزية، قد ألقيت النفايات الصناعية بطريقة غير قانونية في البحر الأبيض المتوسط. أشار تحليل عينات المياه التي ألقيت من قبل شركة راشبيتكو إلى مستويات عالية للغاية من النيتروجين والأكسجين، والتي تجاوزت مصر مستويات قانونية من هذه المواد الكيميائية وأدت إلى تدمير البيئات البحرية والبرية في إدكو.
عندما اكتشف مجتمع إدكو أن طاهر عبد الرحيم، رئيس الشركة المصرية القابضة للغازات الطبيعية، اقترح مشروعًا لبناء رابط بين مشروع شمال الإسكندرية للغاز ومحطة البورلوس للمعالجة بمساعدة شركة البترول البريطانية (BP) و بريتش جاز (BG)، بدأوا حملات واحتجاجات ضد BP. بعد عام من الاحتجاج، اضطرت شركة BP لنقل خط الأنابيب المقترح إلى منطقة أخرى.

### محطة الطاقة النووية في الضبعة
في 7 نوفمبر 2013، أعلن الرئيس المصري المؤقت، عدلي منصور، أن مصر ستعيد بدء برنامجها للطاقة النووية من خلال بناء أول محطة للطاقة النووية في الضبعة، وهي بلدة ساحلية صغيرة في محافظة مرسى مطروح. منذ سبعينيات القرن العشرين، تم اختيار الضبعة كموقع محتمل لمحطة الطاقة النووية. ومع ذلك، فإن كارثة تشيرنوبيل عام 1986 في أوكرانيا أرجأت بناء محطة الطاقة النووية لمدة 20 عامًا.
في عام 2006، أعلن جمال مبارك، نجل الرئيس حسني مبارك، أن محطة الطاقة النووية سيتم بناؤها في الضبعة في المؤتمر الوطني الرابع للحزب الوطني الديمقراطي. بعد بيان جمال مبارك الصحفي، تشكلت معارضة قوية ضده. تضمنت المعارضة رجال أعمال زعموا أن مشروع مبارك النووي سيعيق استثماراتهم في السياحة بالقرب من الضبعة.
في يونيو 2009، وقعت هيئة المحطات النووية المصرية عقدًا بقيمة 160 مليون دولار لمدة 8 سنوات مع شركة ورلي بارسون الأسترالية، حيث ستساعد هذه الشركة مصر في بناء محطة الطاقة. خلال الثورة المصرية عام 2011، قرر المجلس العسكري إيقاف بناء محطة الطاقة مؤقتًا حتى الانتخابات البرلمانية القادمة.
قبل إعلان منصور، كانت مدينة الضبعة تسيطر على الأرض المخصصة لموقع بناء محطة توليد الكهرباء، لكن الجيش المصري أصبح الآن يسيطر بالكامل على الأرض في مرسى مطروح. المنشآت العسكرية لبناء محطة الطاقة النووية بحلول عام 2016.